# Politica Ciprului
Politica Republicii Cipru se desfășoară în cadrul unei republici democratice prezidențiale, în care președintele Ciprului este atât șeful statului și șeful guvernului, cât și al unui sistem multi-partid. Puterea executivă este exercitată de către guvern. Puterea legislativă revine atât guvernului cât și Camerei Reprezentanților. Justiția este independentă de executiv și legislativ. Cipru este o insulă divizată. Din 1974, guvernul legal (Republica Cipru) a controlat  sudul -două treimi, și Republica Turcă a Ciprului de Nord a controlat partea nordică – o treime. Guvernul Republicii Cipru a rămas pe insula unica autoritate recunoscută pe plan internațional (așa cum Marea Britanie este recunoscută internațional cu privire la SBA), deși în practica puterea sa se extinde numai la zona controlată guvernamental.

## Statul Unit Cipru
Constituția cipriotă din 1960 prevede un sistem prezidențial de guvernare cu sectoare executive, legislative și judiciare independente, precum și un sistem complex de control și bilanț incluzând un raport ponderat de împărțire a puterii conceput pentru a proteja interesele ciprioților turci. Puterea executivă, de exemplu, a aparținut unui președinte cipriot grec, Arhiepiscopul Makarios al III- lea, precum și unui vice-președinte cipriot turc, Dr. Fazil Kucuk, aleși de către comunitățile corespunzătoare pe o durata de 5 ani, și fiecare având un drept de veto asupra anumitor tipuri de legislații și decizii executive.
Camera Reprezentanților a fost aleasă pe baza listelor separate ale alegătorilor. Din anul 1964, în urma conflictelor dintre cele două comunități, locurile ciprioților turci din Cameră au rămas vacante, în timp ce Camera Comunelor ciprioților greci a fost desființată. Responsabilitățile Camerei au fost transferate la Ministerul Educației nou înființat.
Până în anul 1967, când o juntă militară a preluat puterea în Grecia, dinamismul politic pentru unire s-a stins, în parte ca rezultat al politicii externe neangajate a președintelui cipriot Makarios. Unirea a rămas un obiectiv ideologic, în ciuda faptului ca a presat în mod semnificativ agenda politica. Nemulțumirea în Grecia cu Makarios a convins coloneii greci să organizeze lovitura de stat din 1974 din Nicosia.
Turcia a răspuns prin lansarea unei operațiuni militare în Cipru într-o mișcare care nu a fost aprobată de celelalte două puteri garante internaționale, Grecia și Regatul Unit al Marii Britanii folosind ca pretext protejarea minorității turce de miliția greacă. Invazia este numită “Operațiunea de pace în Cipru” de către partea turcă. Forțele turcești au căpturat partea de nord a insulei. Mii de persoane, din ambele părți, au părăsit insula în totalitate. Pe lângă mulți refugiați ciprioți greci (o treime din populație), și mulți ciprioți turci (folosiți de Turcia ca pretext pentru a invada) s-au mutat în Marea Britanie și în alte țări unde în ultimii 30 de ani au trăit alături de ciprioții greci ca vecini. Între timp, Turcia a importat în mod ilegal coloniști turci pentru a popula teritoriile ocupate, modificând astfel caracterul etnic al zonei nordice ocupate. În conformitate cu Convențiile de la Geneva din 1949, este o crima de război transferarea, directă sau indirectă, a populației civile a unei țări în teritorii aflate sub ocupația militară a acelei țări.
Ulterior, ciprioții turci au pus bazele propriilor  instituții separatiste cu un președinte ales de popor de facto și un prim ministru responsabil pentru Adunarea Națională, exercitând puteri executive comune. În 1983 ciprioții turci au declarat un stat independent numit Republica Turcă a Ciprului de Nord (RTCN), o acțiune în dezacord cu Consiliul de Securitate al Organizației Națiunilor Unite. În 1985 RTCN a adoptat o constituție și a organizat primele alegeri.

## Divizarea Ciprului
În 1974, în urma unei lovituri de stat organizate de către junta militară din Grecia între anii 1967-1974 și executată de către Garda Naționala Cipriotă, invazia trupelor din Turcia (care citează autoritatea sa ca fiind una dintre cele trei puteri garante stabilite prin Constituție), ciprioții turci și-au înființat în mod oficial  propriile instituții cu un președinte separatist ales de popor și un prim ministru care să conducă Adunarea Națională, exercitând competente executive comune. Cipru a fost divizat, de facto, în două treimi din insula sudică controlată de ciprioții greci și o treime în partea nordică ocupată de turci. Republica Cipru este un stat recunoscut la nivel internațional care controlează două treimi din zona sudică a insulei. În afară de Turcia, toate guvernele străine și Organizația Națiunilor Unite recunosc suveranitatea Republicii Cipru pe întreaga insulă Cipru.
Turcia, care nu recunoaște Republica Cipru, precum și administrația cipriotă turcă din partea nordică a insulei, nu acceptă autoritatea republicii asupra întregii insule și se referă la ea nu după numele său internațional, ci ca fiind “Administrația cipriotă greacă a Ciprului de Sud”. Teritoriul său, un rezultat al invaziei turcești din 1974 și al cărui statut rămâne în dispută, se întinde pe treimea nordică a insulei.
Nordul și-a proclamat independența în 1975. În 1983 ciprioții turci au declarat “Republica Turcă a Ciprului de Nord”, un stat independent care nu a fost niciodată recunoscut de nicio țară, cu excepția Turciei. În 1985 au adoptat o constituție și au organizat alegeri – un aranjament recunoscut numai de Turcia. ( Pentru informații referitoare la aceasta, consultanți “Politica din Republica Turca a Ciprului de Nord”. Organizația Conferinței Islamice i-a acordat statutul de membru observator sub numele de “Statul cipriot turc”. )

## Condițiile politice
Divizarea Ciprului a rămas o problemă greu de rezolvat afectând relațiile dintre Grecia și Turcia, și implicând NATO în care atât Grecia cât și Turcia sunt membre, iar în ultimul timp implicând și Uniunea Europeana care a admis Grecia și Cipru, pe când Turcia căuta să devină membra UE de peste 20 de ani.
Cele mai recente progrese de pe insula au inclus redeschiderea graniței între cele două parți, dar și eșecul unei tentative de a reunifica insula în cadrul unei inițiative organizate de Națiunile Unite, condusă de Kofi Annan, secretarul general ONU.
Nici unul dintre partidele cipriote grecești nu a reușit să-și  aleagă un președinte sau să ocupe al 56-lea loc din Camera Reprezentanților. Cei 165 000 de refugiati ciprioți greci reprezintă de asemenea o forță politică puternică, împreună cu Biserica Ortodoxă Independentă din Cipru, care are o anumita influență atât în chestiuni laice cât și ecleziastice.
Activitatea statului cipriot era îngreunată de probleme încă din primele zile după independența din 1960 iar tensiunea și ocazional violența erau, din păcate, o caracteristică a primului deceniu de independență cipriotă. În 1963 președintele cipriot Makarios a propus 13 amendamente la Constituție pentru a soluționa problemele greu de rezolvat în ocuparea posturilor guvernamentale. Rămane discutabil dacă acest lucru a fost fie o încercare de a încuraja unitatea prin desființarea limitelor legale dintre comunități, sau de a influnța dominația cipriotilor turci de către majoritatea ciprioților greci. Oricare ar fi ințentiile lui Makarios, violența a erupt între ciprioții greci și turci în decembrie 1963 și până în anul următor Organizațiile Natiunilor Unite au convenit să efectueze operațiuni de menținere a păcii (UNFICYP).
Negocierile inițiate de ONU pentru a dezvolta măsurile instituționale acceptabile pentru comunitățile cipriotă greacă și cipriotă turcă au început în 1969; au urmat mai multe seturi de negocieri și inițiative.
După invazia din 1974 urmată de încercarea unei lovituri de stat de către junta grecească, Makarios a asigurat recunoașterea internațională a guvernului grec cipriot ca fiind singura autoritate juridică în Cipru, care s-a dovedit a fi un avantaj strategic foarte important pentru urmatoarele decenii. Negocierile au continuat în anii de după 1974 cu grade diferite de regularitate și succes, dar nici una nu a condus la o reunificare completă. La 15 noiembrie 1983 ciprioții turci din zona nordică au declarat independentă și formarea Republicii Turce a Ciprului de Nord (RTCN), care a fost recunoscută doar de Turcia. Ambele parți solicită în mod public soluționarea diferențelor interzonale și crearea unui nou sistem federal (poziția ciprioților greci) sau sistem de confederate (poziția ciprioților turci) de guvernare.
În urma alegerilor prezidențiale din 1998, Klerides a încercat să formeze un guvern de unitate națională, prin includerea a șase miniștrii din Partidul Democrat al lui Klerides, doi miniștrii din Partidul Socialist EDEK, trei de la Partidul Democrat (care a rupt rândurile cu liderul de partid Spyros Kyprianou) și unul din partea Democraților Uniți. Cu toate acestea, un guvern de uniune nationala nu a fost realizat datorită membrilor de stânga AKEL și celor de centru din Partidul Democrat care au respins oferta, preferând să rămână partide de opoziție.

## Reunificarea, planul Annan și intrarea în UE
Rezultatele primelor negocieri dintre politicienii greci și turci au dus la un acord larg, în principiu la reîntregire ca federație bicamerală, bi-zonală cu teritoriu alocat comunităților turcă și greacă într-o insula unită. Cu toate acestea, acordul nu a fost niciodata finalizat și cele două părți adesea s-au aflat în impas privind următoarele puncte, printre altele:
Partea greacă:
- A luat atitudine privind dreptul de întoarcere pentru refugiați la proprietățile părăsite în 1974 odată cu strămutarea ciprioților de ambele părți, drept care se baza atât pe rezoluțiile ONU cât și pe deciziile Curții Europene a Drepturilor Omului;
- A adoptat o poziție slabă privind propunerile care nu permiteau repatrierea coloniștilor turci de pe continent care au emigrat în Cipru din 1974;
- A susținut un guvern puternic de centru.

Partea turcă:
- A favorizat un guvern de centru slab care conduce cele două state suverane în asociere voluntară, o moștenire de temeri vechi de dominare de către majoritatea ciprioților greci;
- S-a opus planurilor de demilitarizare, invocând interese de securitate.

Dificultățile permanente în găsirea unei soluții a constituit un posibil obstacol în calea intrării Ciprului în Uniunea Europeană, pentru care guvernul a aplicat în 1997.
Discuțiile organizate de ONU între liderii greci și turci, Glafkos Klerides and Rauf Denktas, au continuat intens în 2002, dar fără rezolvare. În decembrie 2002 UE a invitat în mod oficial Cipru să adere în 2004, insistând asupra faptului că aderarea la UE s- ar aplica la întreaga insulă și sperând că va oferi o atracție importantă pentru reîntregirea care rezultă de pe urma discuțiilor în curs de desfășurare. Cu toate acestea, cu câteva săptamâni înainte de termenul limită impus de ONU, Klerides a fost invins în alegerile prezidențiale de către candidatul de centru Tassos Papadopoulos. Papadopoulos avea o reputație de conservator privind reîntregirea și și-a bazat punctul de vedere pe dreptul internațional și drepturile omului. Până la mijlocul lunii martie, ONU a declarat că discuțiile au eșuat.
Un plan al Națiunilor Unite organizat de secretarul general Kofi Annan a fost anunțat pe 31 marite 2004, bazat pe progresele făcute în timpul discuțiilor de la Elveția și prescurtate de către ONU, a fost pus pentru prima dată populației civile de ambele părți în referendumuri separate la 24 aprilie 2004. Partea greacă a respins cu o majoritate covârșitoare Planul Annan iar partea turcă a votat în favoarea planului. Luând în considerare rezultatul, este interesant de observat că în timp ce coloniștii turci (care formează majoritatea în zona de nord ocupată) au avut voie să voteze, refugiații care au fugit din Cipru nu au avut dreptul săa voteze într-un referendum care ar hotărî în cele din urmă viitorul lor (dreptul lor de a se întoarce și dreptul la proprietate).
“Federaliștii par să susțină bi-zonalitatea în cele mai puternice forme, chiar în detrimentul limitării drastice a drepturilor individuale. Bi-zonalitatea puternică necesită un efort minim pentru coexistența teritorială a comunităților cipriote , o caracteristică deosebit de importantă pentru comunitatea cipriotă turcă pentru a forma o majoritate clară în statul constitutiv. Astfel, limitarea numarului de ciprioți greci în zona constituantă turco-cipriotă și împiedicarea lor de a-și folosi drepturile politice în nord, pare a fi un mecanism teritorial necesar care să asigure bi-zonalitatea.”
În mai 2004 Cipru a intrat divizat în UE deși aderarea se aplică numai pentru partea sudică a insulei care este sub conducerea Republicii Cipru. În cunoașterea sprijinului comunității cipriote turce pentru reîntregire, totuși UE a precizat că vor fi atinse concesii comerciale pentru a stimula creșterea economică în nord și își menține angajamentul de reunificare în condiții acceptabile. Deși unele restricții comerciale au fost ridicate în zona nordică pentru a atenua izolarea economică pentru ciprioții turci, negocierile suplimentare nu au constituit o prioritate. Se pune acum accent pe convigerea Turciei de a recunoaște guvernul  Cipru, o cerință pentru admiterea Turciei, susținută cel mai puternic de către Cipru și Franța.

## Constituția
Constituția din 16 august 1960 a prevăzut împărțirea puterii între ciprioții greci și ciprioții turci. Eforturile de a îmbunătăți constituția au declanșat conflictul interzonal din 1963. Aceasta constituție este încă în vigoare, deși nu există nici o prezență turco-cipriotă în guvernul cipriot.

## Sectorul executiv
Președintele, ales prin vot popular pentru un mandat de 5 ani, este atât șeful statului cât și șeful guvernului; postul de vice-președinte este în prezent vacant; potrivit constitutiei din 1960, postul este rezervat pentru un cipriot turc. Consiliul de Miniștri este numit de comun acord de președinte și vice-președnite.
În prezent există unsprezece ministere.
1. Ministerul Agriculturii, Resurselor Naturale și Mediului
2. Ministerul Comerțului, Industriei și Turismului
3. Ministerul Comunicațiilor și Lucrărilor
4. Ministerul Apărării
5. Ministerul Educației și Culturii
6. Ministerul de Finanțe
7. Ministerul Afacerilor Externe
8. Ministerul Sănătății
9. Ministerul de Interne
10. Ministerul Justiției și Ordinii Publice
11. Ministerul Muncii și Asigurări Sociale

## Sectorul legislativ
Camera reprezentanților (Vouli Antiprosópon / Temsilciler Meclisi) are 59 de membri aleși pentru un mandat de 5 ani: 56 de membri ciprioți greci aleși prin reprezentare proporțională și 3 membri observatori reprezentand minoritățile: maronita, romano-catolică și armeana. 24 de locuri sunt alocate pentru comunitatea turcă , dar în prezent sunt vacante.

## Liderii și grupurile politice de presiune
Confederația Lucrătorilor Ciprioți sau SEK (pro- vest), Confederația Sindicatelor Muncitorilor Revoluționari sau Dev-Is; Federația muncitorilor ciprioți sau PEO.

## Diviziuni administrative
Cipru este împărțit în 6 districte: Famagusta (Aammochostos), Kyrenia, Larnaca, Districtul (Lemesos), Nicosia (Lefkosia), Paphos.
Notă: diviziunile administrative ale zonei ocupate includ Kyrenia, și o mică parte din Famagusta (Ammochostos), dar și mici părți din Lefkosia (Nicosia) și Larnaca.

## Exclavele și enclavele
Cipru are patru exclave, toate pe teritoriul care aparține de suveranitatea britanică din spațiul Dhekelia. Primele două sunt satele Ormidhia si Xylotymvou. În plus există centrala electrică Dhekelia care este împarțită de un drum britanic în două parți. Partea de nord este o enclava, precum cele doua sate, în timp ce partea de sud este situată lânga mare și, prin urmare nu este o enclava- deși nu are ape teritoriale proprii.
Zonă-tampon a ONU care separă teritoriul controlat de administrația cipriotă turcă de restul statului Cipru urcă spre Dhekelia și trece de zona estică, în afara de Ayios Nikolaos (legat de restul Dhekelia printr-un coridor îngust de pământ). În acest sens, zona de protecție transformă colțul de sud-est al insulei, zona Paralimni, într-o exclava de facto și nu de jure.